# Чемпионат Азии по международным шашкам среди мужчин 2012
Чемпионат Азии по международным шашкам среди мужчин 2012 года прошёл в Куала-Лумпуре (Малайзия) с 19 по 25 ноября в форматах классические шашки, быстрые шашки и блиц. В турнире приняли участие 16 спортсменов из 8 стран. Классические шашки прошли по системе из двух этапов: групповой (4 группы по 4 человека) и плей-офф (за 1-8 места и 9-16 места).
В соревнованиях принимали участие спортсмены из Казахстана, Китая, Малайзии, Монголии, Сингапура, Таджикистана, Узбекистана и Японии. На чемпионат мира (Уфа 2013) отобрались Дул Эрденебилег (Монголия), Ганжаргалын Ганбаатар (Монголия), Алишер Артыков (Узбекистан) и Чжоу Вэй (Китай).

## Результаты

### Классические
| Место | Участник               | Звание                     |
| ----- | ---------------------- | -------------------------- |
| 1     | Ганжаргалын Ганбаатар  | международный гроссмейстер |
| 2     | Дул Эрденебилег        | международный гроссмейстер |
| 3     | Отгонбаярын Тувшинболд | мастер ФМЖД                |
| 4     | Алишер Артыков         |                            |

### Быстрые шашки
| Место | Участник        |
| ----- | --------------- |
| 1     | Алишер Артыков  |
| 2     | Дул Эрденебилег |
| 3     | Чжоу Вэй        |

### Блиц
| Место | Участник        |
| ----- | --------------- |
| 1     | Дул Эрденебилег |
| 2     | Алишер Артыков  |
| 3     | Делег Баттулга  |